# Шопін Ігор Вікторович
Ігор Вікторович Шопін (нар. 15 червня 1978, Новоайдар, Луганська область, УРСР) — український футболіст, півзахисник. З 2015 року — селищний голова Новоайдара.

## Життєпис

### Кар'єра гравця
Вихованець луганського футболу.
Почав професійну кар'єру в 1995 році в клубі «Зоря-МАЛС» (Луганськ). Грав на позиції опорного півзахисника. Найкращий бомбардир луганської «Зорі» в чемпіонаті України (2): 1996/97, 1997/98.
У період з 1998 року по 2004 рік грав за харківський «Металіст». За «Металіст» провів понад сто поєдинків у матчах чемпіонату України. Після кар'єри в Харкові ще рік захищав кольори «Зорі» з Луганська.
Влітку 2005 року перейшов у клуб «Харків», у березні 2007 року Шопін розірвав договір з ФК «Харків». Другу частину сезону догравав у сімферопольському «ІгроСервісі» у Першій лізі.
У липні 2007 року перейшов у «Закарпаття». Закінчував свою кар'єру у друголіговому «Шахтарі». Завершив кар'єру у зв'язку з перелом руки.

### Після завершення кар'єри гравця
По завершенні кар'єри футболіста працював дитячим тренером в Алчевську та Луганську.
В грудні 2014 був викрадений співробітниками МВС України. Як пізніше з'ясувалося його викрадення було організовано співробітниками міліції з метою вимагання.
Був представником депутата ВРУ Віталія Курила. У 2015 році обраний селищним головою Новоайдара від політичної партії Блок Петра Порошенка «Солідарність».

## Досягнення
- Перша ліга чемпіонату України
  -  Чемпіон (1): 2008/09
  -  Бронзовий призер (1): 2004/05

## Статистика
| Сезон   | Клуб                 | Ліга               | Чемпіонат | Чемпіонат | Кубок | Кубок |
| Сезон   | Клуб                 | Ліга               | Матчі     | Голи      | Матчі | Голи  |
| ------- | -------------------- | ------------------ | --------- | --------- | ----- | ----- |
| 1995/96 | Зоря-МАЛС (Луганськ) | Вища ліга України  | 21        | 0         | ?     | ?     |
| 1996/97 | Зоря (Луганськ)      | Перша ліга України | 41        | 10        | ?     | ?     |
| 1997/98 | Зоря (Луганськ)      | Перша ліга України | 28        | 11        | ?     | ?     |
| 1998/99 | Металіст             | Вища ліга України  | 21        | 0         | ?     | ?     |
| 1999/00 | Металіст             | Вища ліга України  | 25        | 0         | ?     | ?     |
| 2000/01 | Металіст             | Вища ліга України  | 18        | 3         | ?     | ?     |
| 2001/02 | Металіст             | Вища ліга України  | 9         | 1         | ?     | ?     |
| 2002/03 | Металіст             | Вища ліга України  | 24        | 1         | ?     | ?     |
| 2003/04 | Металіст             | Перша ліга України | 33        | 6         | ?     | ?     |
| 2004/05 | Зоря (Луганськ)      | Перша ліга України | 29        | 10        | ?     | ?     |
| 2005/06 | Харків               | Вища ліга України  | 27        | 3         | ?     | ?     |
| 2006/07 | Харків               | Вища ліга України  | 7         | 0         | ?     | ?     |
| 2006/07 | ІгроСервіс           | Перша ліга України | 3         | 0         | ?     | ?     |
| 2007/08 | «Закарпаття»         | Вища ліга України  | 24        | 0         | ?     | ?     |
| 2008/09 | «Закарпаття»         | Перша ліга України | 21        | 0         | 2     | 0     |
| 2009/10 | «Закарпаття»         | Вища ліга України  | 1         | 0         | 0     | 0     |